# グロヴナー橋
座標: 北緯51度29分05秒 西経0度08分51秒 / 北緯51.48472度 西経0.14750度
グロヴナー橋（グロヴナーばし、Grosvenor Bridge）、別名ヴィクトリア鉄道橋は、ロンドンのテムズ川に架かる鉄道橋で、ヴォクスホール・ブリッジとチェルシー橋の間に位置する。1860年に架けられたのち、1865年と1907年に拡幅され、1960年代に架け替えられた。

## 歴史
初代グロヴナー橋は、ヴィクトリア・ステーション・アンド・ピムリコ鉄道が1859年から60年に8万4千ポンドをかけて建設した。この橋はヴィクトリア駅へと行き来する列車用で、2本の線路が敷かれた。この橋はロンドン中央部に架けられ、ジョン・ファウラーが設計を担当した。
その後1865年から66年に、ロンドン・ブライトン・アンド・サウス・コースト鉄道とロンドン・チャタム・アンド・ドーバー鉄道が合同で工事を行い、24万5千ポンドをかけて橋の東側に線路を4本追加した。この工事を担当したのはチャールズ・フォックスである。
1907年にはロンドン・ブライトン・アンド・サウス・コースト鉄道が単独で拡幅工事を行なった。
その後1963年から67年には橋の架け替えが行われ、同時にガス管があった場所に10本目の線路が新設された。交通機関への影響を最小限に抑えるためそれぞれの線路を別々に更新し、次の線路が閉鎖される前に使用できるようにした。この工事の設計者はフリーマン・フォックス・アンド・パートナーズで、プロジェクト・エンジニアは国鉄の南部地区主任土木技師のA・H・カントレルである。更新後の1968年には1日およそ1000本の列車が通過する世界で最も忙しい鉄道橋と言われていた。

## 位置
北岸には北と東にピムリコ、西にチェルシーがあり、北西にはリスター病院と王立チェルシー病院がある。南岸には、東にナイン・エルムス、西にバタシーがある。また橋のすぐ南側にはバタシー発電所、南西側にはバタシー公園がある。